# La Lealtad Riojana
La Lealtad Riojana fue un periódico editado en la localidad española de Haro desde 1897 hasta, en varias época diferentes, por lo menos 1912.

## Descripción
Apareció el 31 de julio de 1897, con el subtítulo de «semanario carlista», en ocho páginas de 35 por 25 centímetros, a dos columnas. Salía de la imprenta de los Hijos de Pujol y alcanzó, con colaboradores como Leoncio González Granda, Gregorio Fontecha y fray B. Geneso, hasta por lo menos el número octogésimo segundo, de 18 de marzo de 1899.
Reapareció en una segunda época en abril de 1904 y nueva numeración. El 29 de agosto de ese año, en el número decimoctavo, publicó un extraordinario de dieciséis páginas y cubiertas dedicadas a la patrona de la localidad, la Virgen de la Vega, con numerosos grabados, artículos y poesías de Mariano Sáenz de Cenzano, Valentín Noguerola, Valentín López Laguardia, Constantino Garrau, Juan Villaverde, R. Cillero, Pedro Martín de Villazani y R. Velázquez y Amigó.
Cesó una vez más en 1908, pero, el 6 de enero de 1912, tras cuatro años de descanso, reapareció para una tercera época, en cuatro páginas de 55 por 38 centímetros a cinco columnas que salían de la imprenta de Viela e Iturbe, con M. Lejardi como colaborador.